# Aartsbisdom Galveston-Houston

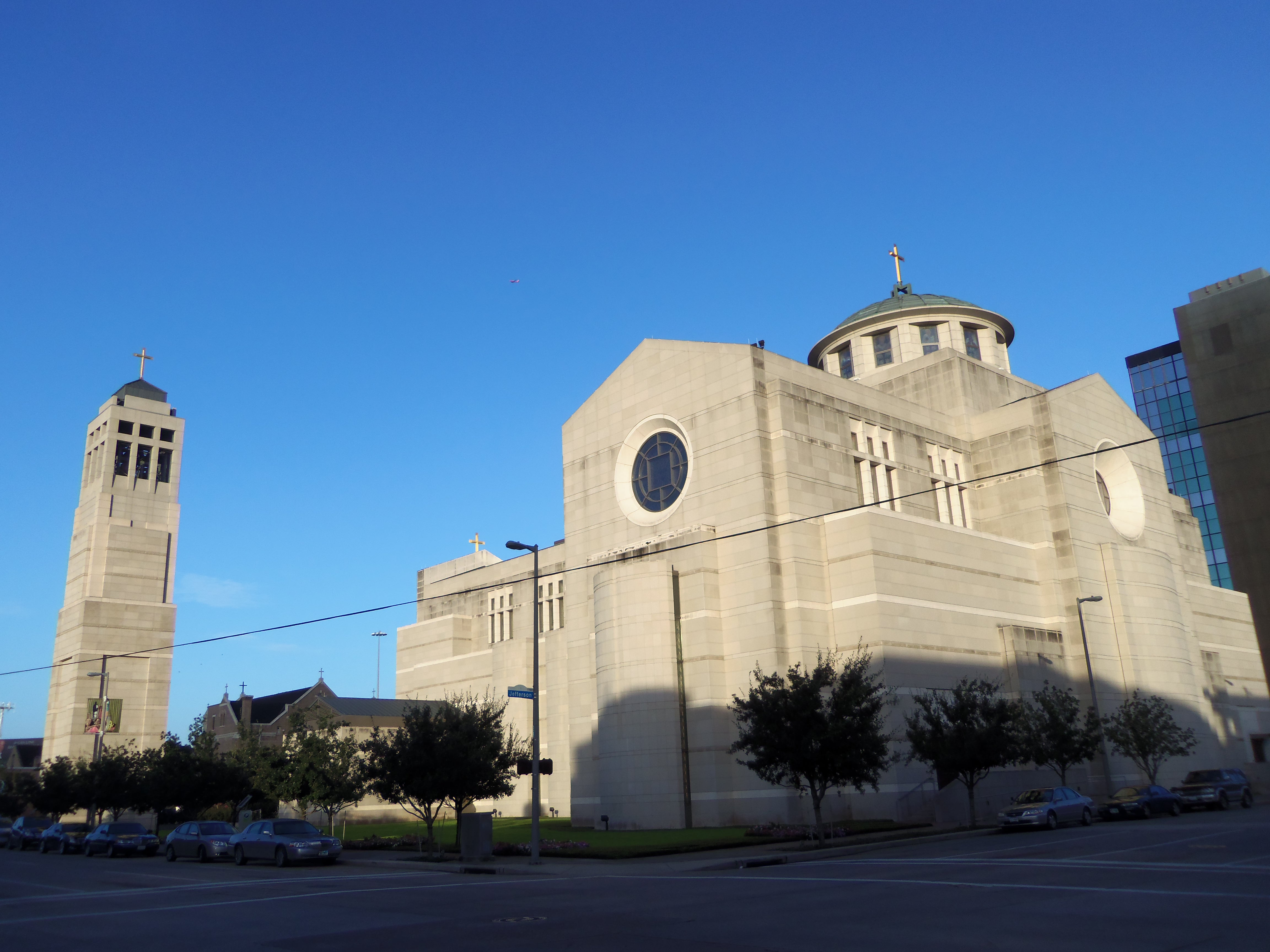
De Heilig Hartkathedraal van Houston

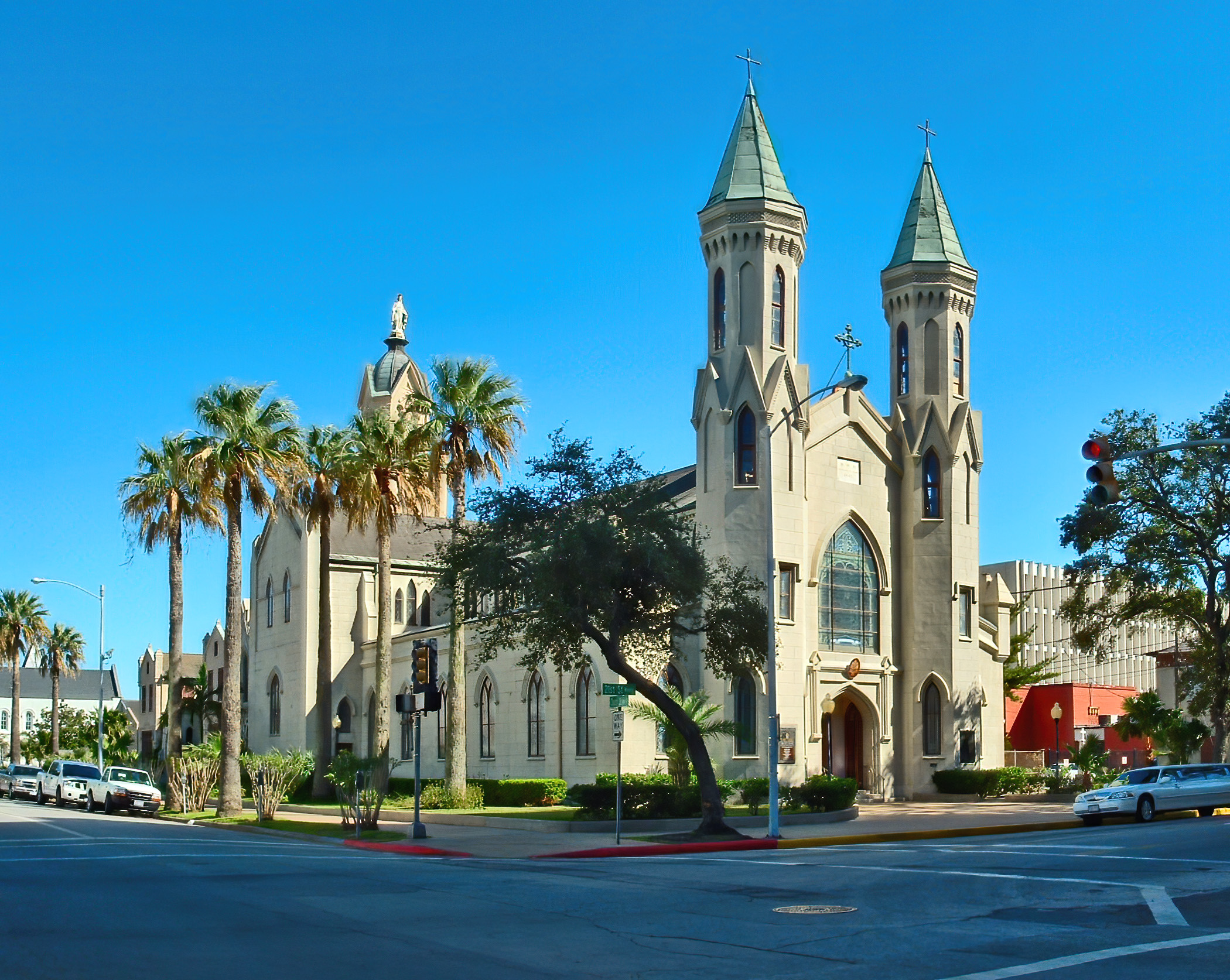
De kathedrale basiliek St. Mary van Galveston

Het aartsbisdom Galveston-Houston (Latijn: Archidioecesis Galvestoniensis–Houstoniensis; Engels: Archdiocese of Galveston-Houston) is een metropolitaan aartsbisdom van de Rooms-Katholieke Kerk in de Amerikaanse staat Texas. De zetel van het aartsbisdom is in de stad Houston. De aartsbisschop van Galveston-Houston is metropoliet van de kerkprovincie Galveston-Houston. De kerkprovincie omvat het oosten van de staat Texas en bestaat uit de volgende suffragane bisdommen:
- Bisdom Austin
- Bisdom Beaumont
- Bisdom Brownsville
- Bisdom Corpus Christi
- Bisdom Tyler
- Bisdom Victoria in Texas

Het aartsbisdom heeft een oppervlakte van 23.257 km² en telde in 2019 146 parochies. In dat jaar telde het 6.661.600 inwoners waarvan 27,1% katholiek was.

## Geschiedenis
Al vroeg in de 16e eeuw waren Spaanse missionarissen actief in het huidige Texas vanuit Mexico. Het ging voornamelijk om franciscanen. Maar deze missies waren weinig succesvol en waren tegen de 17e eeuw grotendeels opgegeven. Een nieuw elan kwam er in 1684 toen de Spanjaarden in Mexico vernamen dat de Fransen onder La Salle een kolonie hadden gesticht nabij het huidige Corpus Christi. In 1689 bereikten de Spaanse generaal Alonso de León vergezeld door de franciscaan Damián Massenet de plaats van deze kolonie, Fort Saint-Louis, maar vonden deze verlaten. Massenet bouwde in 1690 een eerste missiepost, San Francisco de los Tejas, en enkele maanden later een tweede, Santísimo Nombre de María. De bekering van de Nabedache-indianen liep echter niet zoals gepland en tegen 1693 waren beide missieposten verlaten.
Aan het begin van de 18e eeuw werd een nieuwe poging gedaan om missieposten op te zetten in Oost-Texas. In 1718 werd de missiepost van San Antonio de Valero gesticht, die uitgroeide tot de stad San Antonio. Na 1794 volgde een moeilijke tijd voor de Katholieke Kerk in Texas. De franciscaanse missieposten werden geseculariseerd.
In 1839, na de Texaanse Onafhankelijkheidsoorlog, werd de apostolische prefectuur Texas opgericht met als bisschopszetel Galveston. De in het gebied aanwezige parochiepriesters waren naar Mexico vertrokken en aan de Congregatie der Missie, de lazaristen, werd gevraagd om hun plaatsen in te nemen. In 1841 werd Texas een apostolisch vicariaat. Het bisdom Galveston werd opgericht in 1847 met de Franse lazarist Jean-Marie Odin aan het hoofd. Hij zorgde voor een nieuw elan. Hij bouwde nieuwe kerken, herstelde de kerkelijke tucht en recruteerde in Europa priesters voor de missie in Texas.
Aanvankelijk maakte het bisdom deel uit van de kerkprovincie New Orleans, maar vanaf 1926 viel het onder het aartsbisdom San Antonio. In 1959 wijzigde de naam in Galveston-Houston en zetelde de bisschop voortaan feitelijk in Houston. In 2004 werd het bisdom verheven tot een aartsbisdom.
Het aartsbisdom gaf in 2019 een lijst vrij van 42 priesters, de meesten al overleden, tegen wie geloofwaardige klachten van seksueel misbruik van minderjarigen werden ingediend.

## Bisschoppen

### Bisschop
- Jean-Marie Odin, C.M. (1847-1861)
- Claude Marie Dubuis (1862-1892)
- Nicholas Aloysius Gallagher (1892-1918)
- Christopher Edward Byrne (1918-1950)
- Wendelin Joseph Nold (1950-1975)
- John Louis Morkovsky (1975-1984)
- Joseph Fiorenza (1984-2004)

### Aartsbisschop
- Joseph Fiorenza (2004-2006)
- Daniel DiNardo (2006-2025)
- José Stephen Vásquez (2025-heden)

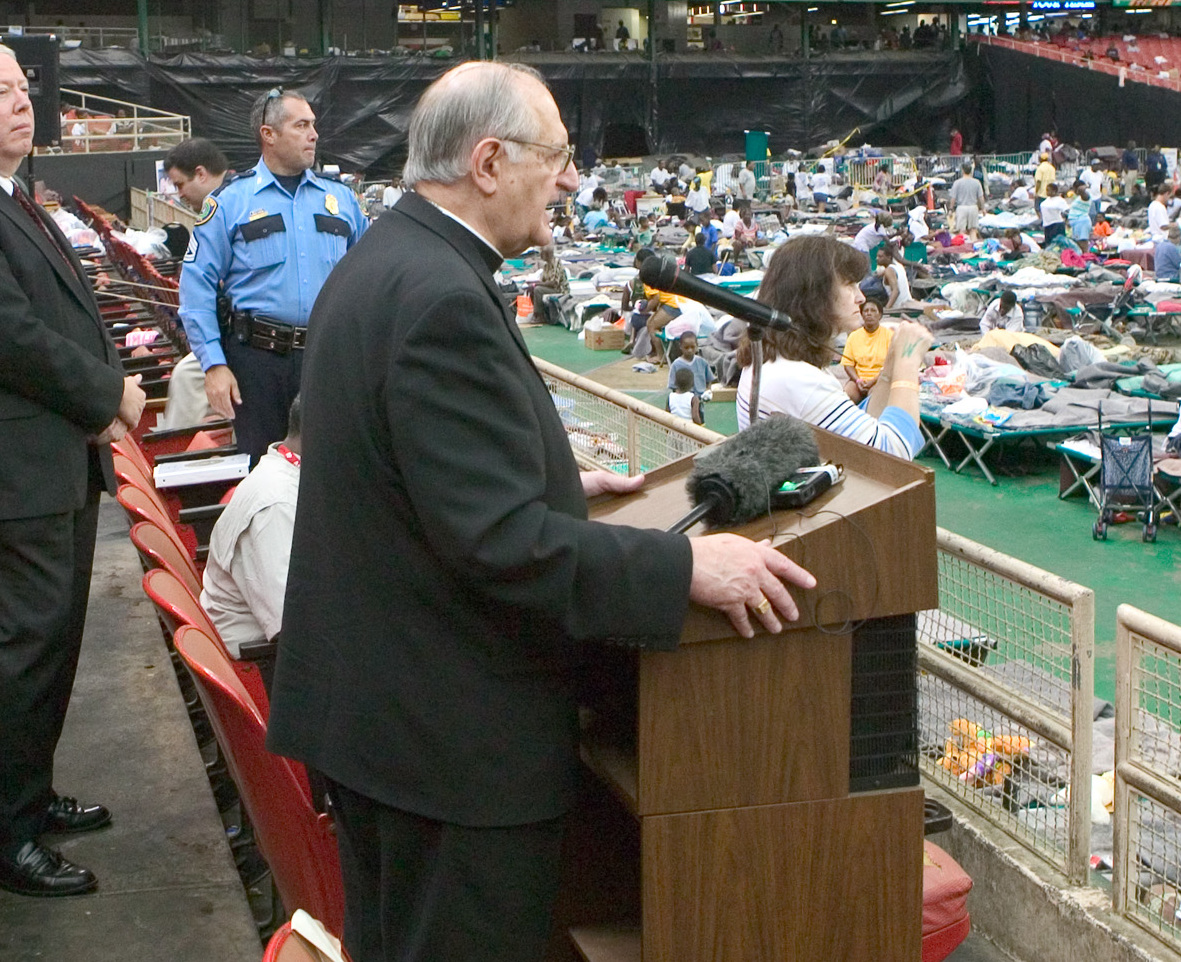
Joseph Fiorenza
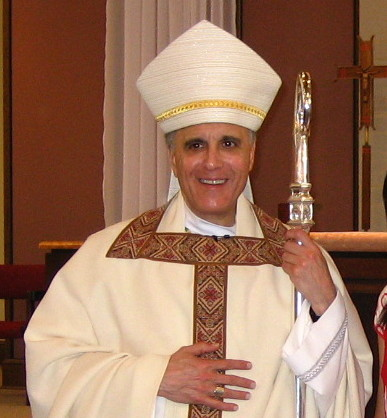
Daniel DiNardo